# メルヴィン・バージェス
メルヴィン・バージェス（Melvin Burgess、1954年4月25日 – ）は、イギリス人児童文学作家である。
1996年、カーネギー賞とガーディアン賞を受賞した。

## 受賞歴
- カーネギー賞　1996年 （『ダンデライオン』(Junk)に対して）
- ガーディアン賞　1996年 （『ダンデライオン』(Junk)に対して）

## 著書
- 『オオカミは歌う』（en:The Cry of the Wolf（1990)、神鳥統夫訳、偕成社） 1994
- Burning Issy (1992)
- 『メイの天使』（An Angel for May (1992)、石田善彦訳、東京創元社） 1997
- The Baby and Fly Pie (1993)
- 『エイプリルに恋して』（Loving April (1995)、雨沢泰訳、東京創元社） 1998
- The Earth Giant (1995)
- 『ダンデライオン』（Junk (1996)、池田真紀子訳、東京創元社） 2000
- Tiger, Tiger (1996)
- Kite (1997)
- The Copper Treasure (1998)
- 『ブラッドタイド』（Bloodtide (1999)、安原和見訳、東京創元社、創元推理文庫） 2005
- Old Bag (1999)
- Smack (1999)
- The Birdman (2000)
- en:The Ghost Behind the Wall (2000)
- 『リトル・ダンサー』（en:Billy Elliot (2001)、藤田真利子訳、愛育社） 2001 — 小説化
- Lady: My Life as a Bitch (2001)
- en:Doing It (2003)
- Robbers on the Road (2003)
- Bloodsong (2005)
- Sara's Face (2006)
- Bloodsong (2007)
- Nicholas Dane (2009)